# Aéroport de Venise-Marco-Polo
Pour les articles homonymes, voir Venise et Marco Polo.
L’aéroport de Venise-Marco-Polo (code IATA : VCE • code OACI : LIPZ), aussi encore appelé de son ancien nom d’aéroport de Venise-Tessera, est un aéroport international italien situé à Venise, sur la terraferma (« terre-ferme ») et sur la rive nord de la lagune de Venise, à huit kilomètres au nord du centre historique, dans la partie est de Tessera (it), occupant la majeure partie de la surface de cette frazione de la municipalité de Favaro Veneto (it), faisant elle-même partie de la commune de Venise.
Il porte le nom du fameux voyageur vénitien Marco Polo. Il est longé au nord-ouest par la route nationale 14 de la Vénétie julienne (it), la reliant au sud-ouest à Mestre, à six kilomètres (et à l'est à Trieste, à environ cent soixante kilomètres).
Sa gestion a été confiée à SAVE s.p.a. Società Aeroporto Venezia s.p.a..

## Histoire
La première pierre de l’aéroport est posée le 29 mars 1958. Celui-ci est ouvert le 31 juillet 1961.
Il absorbe la totalité du trafic aérien de l'aéroport de Trévise durant la fermeture de celui-ci entre le 1er juin et le 4 décembre 2011.
Un projet d'extension de 40 000 m2 à l'horizon 2025 doit permettre d'accueillir 16 millions de passagers annuels par l'agrandissement au nord du terminal actuel. Ce projet s'appuie également sur un raccordement à la ligne ferroviaire Venise - Trieste d'un coût de 500 millions d'euros, présenté en 2020.

## Situation

### Carte des aéroports en Italie
| \| 100 km1:7 506 000 \| Abruzzes Alghero Ancône Bari Bergame Bologne Bolzano Brescia Brindisi Cagliari Catane Comiso Grosseto Coni Elbe Florence Foggia Gênes Lamezia Terme Lampedusa Milan L. Milan M. Naples Olbia Palerme Pantelleria Parme Pérouse Pise Reggio de Calabre Rimini Rome C. Rome F. Salerne Trapani Trévise Trieste Turin Venise Vérone |
| 100 km1:7 506 000 |

## Statistiques trafic passager
Le graphique qui aurait dû être présenté ici ne peut pas être affiché car il utilise l'ancienne extension Graph, désactivée pour des questions de sécurité. Des indications pour créer un nouveau graphique avec la nouvelle extension Chart sont disponibles ici.

Voir la requête brute et les sources sur Wikidata.

### Zoom sur l'impact du covid de 2019-2020
Le graphique qui aurait dû être présenté ici ne peut pas être affiché car il utilise l'ancienne extension Graph, désactivée pour des questions de sécurité. Des indications pour créer un nouveau graphique avec la nouvelle extension Chart sont disponibles ici.

Voir la requête brute et les sources sur Wikidata.

## Compagnies et destinations
| Compagnies                    | Destinations |
| ----------------------------- | --- |
| Aegean Airlines               | Athènes E.-Venizélos |
| Aer Lingus                    | En saison : Dublin |
| Air Arabia Maroc              | Casablanca-Mohammed-V |
| Air Dolomiti                  | Munich-F. J. Strauß |
| Air Europa                    | Madrid-Barajas |
| Air France                    | Paris-Charles de Gaulle |
| Air Moldova                   | Chișinău |
| Air Serbia                    | Belgrade-Nikola-Tesla |
| Air Transat                   | En saison : Montréal (P.-E.-Trudeau), Toronto (Pearson) |
| airBaltic                     | En saison : Riga |
| Aircompany Armenia            | En saison : Erevan-Zvarnots |
| Albawings                     | Tirana-Mère-Teresa |
| American Airlines             | En saison : Chicago-O'Hare, Philadelphie |
| Asiana Airlines               | Séoul-Incheon |
| Austrian Airlines             | Vienne-Schwechat |
| Binter Canarias               | En saison : Las Palmas/Gran Canaria |
| British Airways               | Londres-Heathrow En saison : Londres-Gatwick |
| Brussels Airlines             | Bruxelles-National |
| Croatia Airlines              | En saison : Dubrovnik |
| Delta Air Lines               | En saison : Atlanta H.-Jackson, New York-John F. Kennedy |
| easyJet                       | - Amsterdam, - Berlin-Brandebourg, - Bristol, - Édimbourg, - Glasgow, - Hambourg-H.-Schmidt, - Londres-Gatwick, - Londres-Luton, - Lyon-Saint-Exupéry, - Manchester, - Nice-Côte d'Azur, - Paris-Charles de Gaulle, - Paris-Orly En saison : Hurghada, Ibiza, Olbia-Costa Smeralda, Rhodes-Diagoras, Charm el-Cheikh |
| El Al                         | Tel Aviv - Ben Gourion |
| Emirates                      | Dubaï |
| Eurowings                     | Cologne/Bonn-K. Adenauer, Düsseldorf En saison : Hambourg-H.-Schmidt, Stuttgart |
| Finnair                       | En saison : Helsinki-Vantaa |
| Iberia                        | Madrid-Barajas |
| ITA Airways                   | Rome Léonard-de-Vinci/Fiumicino |
| Jet2.com                      | En saison : Birmingham, Manchester |
| KLM                           | Amsterdam |
| LOT Polish Airlines           | Varsovie-Chopin |
| Lufthansa                     | Francfort |
| Luxair                        | Luxembourg-Findel |
| Norwegian Air Shuttle         | En saison : Copenhague-Kastrup, Helsinki-Vantaa, Oslo-Gardermoen, Stockholm-Arlanda |
| Pegasus Airlines              | Istanbul-S. Gökçen |
| Qatar Airways                 | Doha-Hamad |
| Royal Air Maroc               | Casablanca-Mohammed-V |
| Ryanair                       | - Barcelone-El Prat, - Bari-Karol Wojtyła, - Brindisi Papola/Casale, - Catane-Fontanarossa, - Naples-Capodichino, - Palerme Falcone-Borsellino, - Reggio de Calabre En saison : - Cagliari, - Comiso, - Cork, - Crotone, - Gdańsk-L. Wałęsa, - Helsinki-Vantaa, - Katowice-Pyrzowice, - Lisbonne-H. Delgado, - Londres-Stansted, - Madrid-Barajas, - Marseille-Provence, - Minorque-Mahón, - Nuremberg-A. Dürer, - Santander-S. Ballesteros, - Stockholm-Arlanda, - Toulouse-Blagnac, - Trapani-V. Florio (Birgi), - Vienne-Schwechat |
| Scandinavian Airlines         | En saison : Copenhague-Kastrup |
| Swiss International Air Lines | Zurich |
| TAP Air Portugal              | Lisbonne-H. Delgado |
| Transavia France              | Nantes-Atlantique, Paris-Orly |
| TUI Airways                   | En saison : Londres-Gatwick, Manchester |
| Tunisair                      | Tunis-Carthage |
| Turkish Airlines              | Istanbul |
| United Airlines               | En saison : Newark-Liberty |
| Volotea                       | - Athènes E.-Venizélos, - Bari-Karol Wojtyła, - Bilbao, - Bordeaux-Mérignac, - Catane-Fontanarossa, - Lyon-Saint-Exupéry, - Marseille-Provence, - Nantes-Atlantique, - Naples-Capodichino, - Palerme Falcone-Borsellino, - Toulouse-Blagnac En saison : - Alghero-Fertilia, - Alicante-Elche, - Brindisi Papola/Casale, - Cagliari, - Corfou-I. Kapodístrias, - Hanovre, - Héraklion-N. Kazantzákis, - Kalamata, - Karpathos, - Céphalonie, - Kos, - Lampédouse, - Lille Lesquin, - Luxembourg-Findel, - Malaga-Costa del Sol, - Minorque-Mahón, - Mykonos, - Olbia-Costa Smeralda, - Palma de Majorque, - Pantelleria, - Prévéza-Aktion, - Rhodes-Diagoras, - Sámos-Aristarque, - Santorin, - Skiathos-A. Papadiamándis, - Split, - Zante D.-Solomós |
| Vueling                       | Barcelone-El Prat, Paris-Charles de Gaulle |
| Wizz Air                      | - Bari-Karol Wojtyła, - Cagliari, - Casablanca-Mohammed-V, - Catane-Fontanarossa, - Fuerteventura, - Lamezia Terme, - Londres-Luton, - Naples-Capodichino, - Prague-Václav-Havel, - Reykjavik-Keflavík, - Tallinn, - Tel Aviv - Ben Gourion En saison : - Charm el-Cheikh, - Lampédouse, - Mykonos, - Olbia-Costa Smeralda, - Palma de Majorque, - Santorin, - Ténériffe-Sud Reine Sofia |

Édité le 11/03/2019  Actualisé le 23/01/2022

## Compagnies Cargo
- Aeroflot-Cargo (Moscou-Sheremetyevo)
- Air Contractors (Londres-Stansted, Paris-Charles-de-Gaulle)
- Air Transport International (Newark)
- Atlas Air (New York-JFK)
- Cathay Pacific (Hong Kong, Londres-Heathrow)
- DHL Aviation (Londres-Heathrow)
- Emirates SkyCargo (Dubai)
- FedEx Express (Atlanta, Dallas/Fort Worth, Indianapolis, Memphis, Milan-Malpensa, Minneapolis, Nashville, New York-JFK, Paris-Charles-de-Gaulle)
- Lufthansa Cargo (Bahreïn, Cologne/Bonn, Frankfort, Leipzig, Munich)
- Jade Cargo International (Shenzhen)
- Nippon Cargo Airlines (Osaka-Kansai, Tokyo-Narita)
- TNT Airways (Bruxelles)
- UPS Airlines (Atlanta, Chicago-O'Hare, New York-JFK, Seattle/Tacoma)
- Volga-Dnepr (Yemelyanovo, Moscou-Domodedovo, Moscou-Cheremetievo, Vnoukovo, Ulyanovsk)

## Trafic

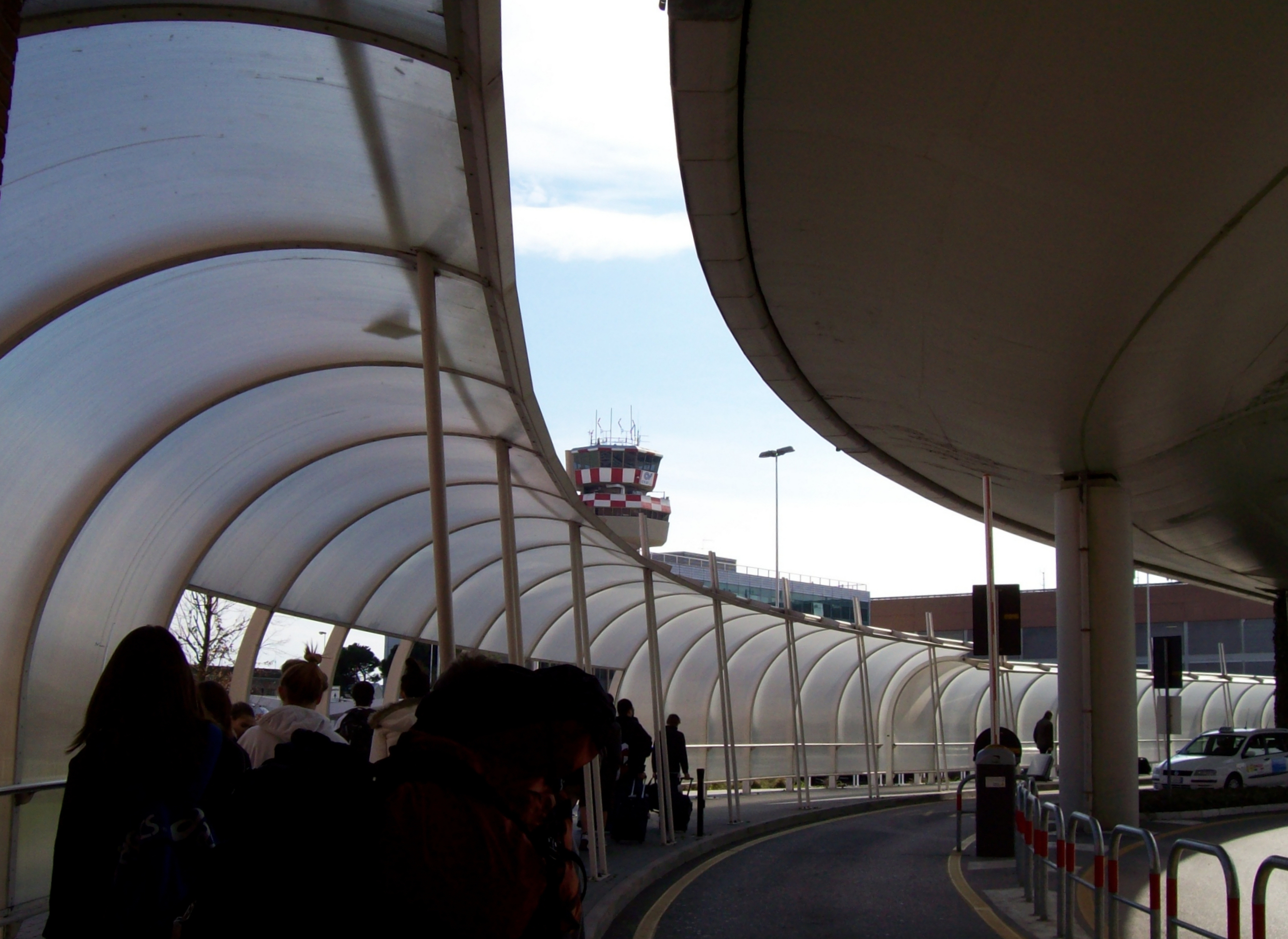
La station de taxis devant l'aéroport.

En 2019, il était placé en quatrième position des aéroports italiens avec 11,5 millions de passagers.